# جان اچ. کاکرین
جان هولاند کاکرین (John Howland Cochrane) (متولد ۲۶ نوامبر ۱۹۵۷)، اقتصاددان اهل آمریکا است که در اقتصاد مالی و اقتصاد خرد تخصص دارد. کاکرین که قبلاً به عنوان استاد اقتصاد و مالی در دانشگاه شیکاگو خدمت می‌کرد، به عنوان عضو روز-ماری و جک اندرسون در نهاد هوور در دانشگاه استنفورد نیز خدمت می‌نماید.

## زندگی و حرفه
کاکرین در شیکاگو متولد شد. او در مؤسسه فناوری ماساچوست آموزش دیده و در ۱۹۷۹ میلادی با کسب مدرک لیسانس علوم در رشته فیزیک از آنجا فارغ‌التحصیل شد. سپس او فوق لیسانس خود را در رشته اقتصاد از دانشگاه کالیفرنیا، برکلی به‌دست آورده و دوره دکترای تخصصی (PhD) خود را در ۱۹۸۶ میلادی به اتمام رساند. وی از ۱۹۸۲ تا ۱۹۸۳ میلادی به عنوان اقتصاددان تازه‌کار در شورای مشاورین اقتصادی کار کرد. کاکرین در ۱۹۸۶ میلادی توسط دانشکده اقتصاد دانشگاه شیکاگو استخدام شده و در ۱۹۹۳ میلادی به مدرسه بازرگانی رفت. قبل از پیوستن به مؤسسه هوور، او به عنوان استاد برجسته مالی در مدرسه تجاری بوت دانشگاه شیکاگو و هم‌زمان در مدیریت سرمایه ای‌کیوآر(AQR Capital Management) خدمت می‌کرد.
کاکرین به عنوان رئیس گروه قیمت‌گذاری دارایی در دفتر ملی پژوهش اقتصادی خدمت نموده و از ۱۹۹۸ تا ۲۰۰۳ میلادی دبیر ژورنال اقتصاد سیاسی (Journal of Political Economy) بود. او در ۲۰۰۱ میلادی به عنوان عضو انجمن اقتصادسنجی انتخاب گردید، در ۲۰۰۸ میلادی به عنوان معاون انجمن مالی آمریکا خدمت نموده و برای دوره ۲۰۱۰ به عنوان رئیس انجمن علمی انتخاب شد.

### دستاوردهای اساسی
ایده مرکزی پژوهش کاکرین این است که اقتصاد کلان و مالی باید باهم مرتبط باشند و این‌که یک نظریه جامع باید دو مورد ذیل را تشریح نماید:
- با فرض قابل مقایسه بودن قیمت‌ها و درآمدهای مالی، خانوارها و بنگاه‌ها چگونه در مورد مصرف، سرمایه‌گذاری و امور مالی تصمیم می‌گیرند.
- در حالت تعادل، قیمت‌ها و درآمدهای مالی چگونه توسط تصمیم‌های خانوارها و بنگاه‌ها مشخص می‌شوند.

این یک منطق عمومی و معیاری برای تعادل است، اما بیشتر اقتصاددانان مالی به این مسئله به عنوان یک اولویت نگاه نکرده و ترجیح می‌دهند تا قیمت‌ها را بدون ارجاع نهایی به انتخاب‌های خانوارها و بنگاه‌ها تشریح نمایند. به همین‌گونه، بیشتر متخصصین اقتصاد کلان نمی‌خواهند تا نگران قیمت‌های دارایی باشند.
کار کاکرین در این راستا این بود تا برخی رویه‌های تجربی را مستند نموده و یک تعداد توضیحات بالقوه پیشکش نماید. ژورنال اقتصاد سیاسی ۱۹۹۹ وی همراه با جان وای. کامپ‌بیل، یک مدل کارگزار نمونه را با عادت‌های غیر خطی ارایه می‌کند که با خطر بلند و بی‌ثبات سهام، قابلیت پیش‌بینی بازده سهام و غیره مطابقت دارد. او در چندین مقاله (۱۹۹۱ در ژورنال مالی، ۱۹۹۶ در ژورنال اقتصاد سیاسی) یک «مدل قیمت‌گذاری مبتنی بر تولید دارایی» را بر مبنای نظریه سرمایه‌گذاری کیو ایجاد و آزمایش می‌نماید.
کاکرین طی دو مقاله در ۱۹۹۲ میلادی روی ویژگی‌های قیمت‌های دارایی تأکید نمود که انتساب آن‌ها به وی مشکل به‌نظر می‌رسد، مانند قابلیت پیش‌بینی بازده سهام و صرف ریسک دراز-مدت سهام. کار اخیر وی همراه با مونیکا پیازیسی، بازارهای اوراق قرضه را به مطالعه می‌گیرد. کاکرین و پیازیسی در چندین مقاله، به‌ویژه به مطالعه قابلیت پیش‌بینی بازده اوراق قرضه می-پردازند. کاکرین در پست‌ها و نظریات اخیر در بلاگ‌ها تمایل دارد تا روی موضوعات تورم، قرضه و تأثیرات مالی که کووید-۱۹ با خود آورده‌است، تمرکز نماید. در پستی در ۲۰۲۱ میلادی تحت عنوان «تورم، قرضه، سیاست و بیمه در پروژه سندیکا»، کاکرین فکر می‌کند که موج تورم چه گذرا یا دوامدار باشد یا خیر، بستگی به بانک‌های مرکزی و حکومت دارد. اگر دولت با سیاست‌های تثبیت مشترک مالی و پولی به تورم واکنش نشان ندهد، به احتمال زیاد تورم فوران نموده و اقتصاد در سایه قرضه و رشد بطی اقتصادی فرو خواهد رفت.

### سایر دستاوردها
کاکرین به حوزه‌های مختلف اقتصاد علاقه‌مندی دارد، از جمله بازارهای دارایی، بحران و مقررات مالی، سیاست‌های پولی و مالی و بیمه سلامت. کاکرین روی نظریه مالی سطح قیم، روی گفتمان میان تکان‌های دائمی و موقتی در نوسانات اقتصاد کلان و در مورد هزینه رفتار نزدیک به عقلانی کار کرده‌است. کاکرین همچنین یک کلاس آنلاین تحت عنوان «قیمت‌گذاری دارایی» ایجاد نموده‌است که برای هر کسی که اشتیاق آموزش در این حوزه را دارد، رایگان و باز است. با ثبت نام از طریق کانواس، دانشجویان و استادان که می‌خواهند بیشتر در زمینه قیمت‌گذارای دارایی آموزش ببینند این فرصت را می‌یابند تا در این کلاس شرکت نموده و در آزمون‌های کوچک و امتحانات شرکت نمایند. اطلاعات بیشتر در مورد این دوره آموزشی در وب‌سایت شخصی وی ارایه شده‌است.

## قیمت گذاری دارایی
کاکرین نویسنده کتاب قیمت‌گذاری دارایی است، کتاب درسی که به‌طور گسترده در دوره فوق لیسانس در رشته قیمت‌گذاری دارایی استفاده می‌گردد. براساس کلمات خود وی، اصلی که این کتاب بر محور آن می‌چرخد این است که هر چیزی را می‌توان به تخصص‌ها روی تنها یک معادله ردیابی کرد: معادله ابتدایی قیمت‌گذاری. کاکرین برای این کتاب خود جایزه پاول ای. ساموئلسون مؤسسه TIIA-CREF را به‌دست‌آورد.

## حضور در رسانه‌ها
کاکرین از ۲۰۰۸ میلادی به بعد، به دلیل بحث‌های که در مورد گفتمان بحران مالی داشت، به‌طور گسترده‌ای در رسانه‌ها ظاهر شده‌است. وبلاگ وی «اقتصاددان عبوس/بدخلق» (Grumpy Economist) حاوی یک سری اخبار، نظریه‌ها و گزارش‌ها از یک نقطه نظر شوخی‌آمیز است. پاول کروگمن به‌طور مکرر در وبلاگ خود و طی مقاله‌های در مجله نیویورک تایمز از نقطه نظرهای کاکرین انتقاد نمود و در نتیجه کاکرین را وادار کرد تا پاسخی در وب‌سایت خود بنویسد که متعاقباً در وال استریت ژورنال به نشر رسید.

## جوایز
- ۲۰۰۱، عضو انجمن اقتصادسنجی
- ۲۰۱۴، مدرک دکترای افتخاری در رشته اقتصاد که توسط دانشگاه سنت گالن، سوئیس اعطا گردید.[۱۶]

## زندگی شخصی
پدر کاکرین در دانشگاه شیکاگو تاریخ‌نگار بود. کاکرین با الیزابت فاما، یک نویسنده کتاب کودکان و دختر اقتصاددان مالی شناخته-شده یوجین فاما، ازدواج کرده‌است. آن‌ها چهار فرزند دارند و درهایت پارک زندگی می‌کنند.
کاکرین همچنین یک خلبان برجسته بادپر است که گلایدر ASW 27 را با اسم رمز بی‌بی پرواز می‌دهد. او در مسابقات قهرمانی جهانی گلایدر ۲۰۱۰ در مجارستان، عضو تیم ایالات متحده بود.